# Tunturijärvi (Jukkasjärvi socken, Lappland, 750847-172820)
Tunturijärvi är en sjö i Kiruna kommun i Lappland och ingår i Kalixälvens huvudavrinningsområde. Sjön är 10 meter djup, har en yta på 0,894 kvadratkilometer och befinner sig 408 meter över havet. Tunturijärvi ligger i Torne och Kalix älvsystem Natura 2000-område. Sjön avvattnas av vattendraget Hanhijoki.

## Delavrinningsområde
Tunturijärvi ingår i det delavrinningsområde (750859-172823) som SMHI kallar för Utloppet av Tunturijärvi. Medelhöjden är 467 meter över havet och ytan är 10,39 kvadratkilometer. Det finns inga avrinningsområden uppströms utan avrinningsområdet är högsta punkten. Hanhijoki som avvattnar avrinningsområdet har biflödesordning 2, vilket innebär att vattnet flödar genom totalt 2 vattendrag innan det når havet efter 281 kilometer. Avrinningsområdet består mestadels av skog (85 procent). Avrinningsområdet har 0,9 kvadratkilometer vattenytor vilket ger det en sjöprocent på 8,7 procent.